# 2699 Kalinin
2699 Kalinin (1976 YX) là một tiểu hành tinh vành đai chính được phát hiện ngày 16 tháng 12 năm 1976 bởi L. Chernykh ở Nauchnyj.